# کانال اوراگا

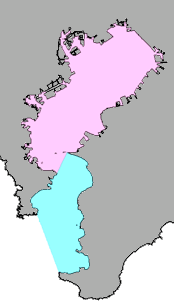
کانال اوراگا منطقه‌ای است که با رنگ آبی مشخص شده است. خلیج توکیو، به معنای محدود، منطقه‌ای است که با رنگ صورتی مشخص شده است؛ و خلیج توکیو، به معنای گسترده، منطقه بزرگتری است که از ترکیب رنگ صورتی و آبی تشکیل شده است.

کانال اوراگا (به ژاپنی: 浦賀水道, Uraga-suidō)، آبراهی است که خلیج توکیو را به خلیج ساگامی متصل می‌کند. این یک کانال مهم برای کشتی‌هایی است که از توکیو، یوکوهاما و چیبا (شهر) به اقیانوس آرام و فراتر از آن می‌روند.